# スタニスラウ・ソサボフスキー
スタニスラウ・フランチシェクス・ソサボフスキー（Stanisław Franciszek Sosabowski、1892年5月8日 – 1967年9月25日）は、第二次世界大戦中のポーランドの軍人である。ソサボフスキーは自由ポーランド第1パラシュート旅団旅団長としてマーケットガーデン作戦時、アルンヘムで戦った。

## 少年期
ソサボフスキーは1892年5月8日、イヴァーノ＝フランキーウシクの鉄道労働者の息子として生まれた。彼はギムナジウム卒業後の1910年、クラクフのヤギェウォ大学の経済学部に入学した。しかし、父親が死去したため、家庭の経済状況が悪化、そのため大学を断念して故郷へ帰った。そこでソサボフスキーは、なかば公認の軍事スカウト組織、ポーランドライフル分隊（en:Drużyny Strzeleckie）に入隊した。彼はそこで頭角を現し、すぐにその地区長に昇進した。

## 第1次世界大戦
1913年、ソサボフスキーはオーストリア＝ハンガリー帝国軍に採用され、訓練後には伍長に昇進、第58歩兵連隊に所属した。第1次世界大戦勃発後、ソサボフスキーはゴルリツェ、デュクラ、ジェシュフでロシア軍と戦い、その勇敢さを称えられ、勲章を授与し、中尉に昇進した。1915年、重傷を負い、後方へ異動となった。
1918年11月、ポーランドが独立を回復すると、新設されたポーランド軍へ志願したが、傷が癒えてなかったため、前線には送られず、ワルシャワにある国防省の参謀将校となり、事務を取り扱った。

## 戦間期
ポーランド・ソビエト戦争後の1922年、ソサボフスキーは少佐に昇進、ワルシャワの高等陸軍学校へ入学した。卒業後、彼は参謀に任命され、1928年、中佐に昇進、大隊長として第75歩兵連隊に赴任した。翌年、第3ポトハレライフル連隊副隊長に昇進、1930年からは母校で軍物流関連の教授も兼任した。
1937年ソサボフスキーは大佐に昇進、ザモシチに駐屯する第9ポーランド歩兵連隊に連隊長として配属された。さらに、1939年1月、ワルシャワを本拠地とする伝統ある部隊、第21歩兵連隊「ワルシャワの子供たち」の連隊長に任命された。

## ドイツのポーランド侵攻
8月29日、ドイツがポーランドへ侵攻することが濃厚になると、ポーランドは動員計画を発動、第21歩兵連隊 はワルシャワの第8歩兵師団に所属しが、ドイツ軍によるポーランド侵攻作戦発動直前、部隊はワルシャワ要塞からチェハヌフへ異動、そこでモドリン軍（en:Modlin Army）に所属、戦略的予備とされた。
9月2日、師団はムワヴァ（en:Mława）へ移動、翌日早朝にはムワヴァでドイツ軍と戦闘に入り、プシャスニシ（en:Przasnysz）と第2目標は確保したが、その以外の部分はドイツ軍が包囲、占領した。その後、ソサボフスキーは部隊にワルシャワ方面へ撤退するよう命令した。
9月8日、部隊はモドリンの森に到着し、第8歩兵師団は再編成されたが、第21歩兵連隊はユリウス・ヅラウフ（Juliusz Zulauf）将軍配下に配属された。数日間、防御戦を行った後、部隊はワルシャワへ移動、9月15日に到着した。
到着と同時に、連隊はワルシャワの東部、グロフヴ（en:Grochów）地区、プラガ（en:Praga）地区をドイツ第10歩兵師団から防衛するよう命令された。ワルシャワ包囲戦の間、部隊は兵数、火力で劣ったが、なんとか防衛を果たした。9月16日、プラガにおける攻撃が始まると、部隊はドイツ第23歩兵連隊を撃退、撃破した。
この成功を受けて、ソサボフスキーはグロフヴで戦う部隊全体の指揮を取るよう命令された。毎日続くドイツ軍による攻撃と爆撃にもかかわらず、ソサボフスキーはなんとか犠牲者を抑えながら、クラフヴを維持した。1939年9月26日、ソサボフスキーはドイツ軍の攻撃を撃退したが、これが最後となった。翌日、ワルシャワは降伏した。9月29日、ワルシャワのポーランド将兵がドイツ軍の捕虜収容所へ向かう前に、ユリウス・ヅラウフ将軍はソサボフスキーと第21歩兵連隊にポーランド軍最高の勲章であるヴィルトゥティ・ミリターリ勲章（en:Virtuti Militari）を与えた。

## フランス
ポーランド降伏後、ソサボフスキーは捕虜となり、ジラルドフ（en:Żyrardów）のキャンプに収容されていた。しかし、ソサボフスキーは脱出、偽名でワルシャワに隠れ、ポーランド地下組織に加わった。その後、占領下のポーランドの情報を持ってフランスに移動するよう命令され、ハンガリー、ルーマニアを経由してパリに到着。そこでポーランド亡命政府はソサボフスキーは歩兵連隊隊長に任命、自由ポーランド第4歩兵師団に配属された。
フランス当局はポーランド人部隊が必要とした武器、器材を渡すことを嫌がったため、部隊は第1次世界大戦時の武器で訓練を行わなければならなかった。1940年4月、師団はパルトネ（en:Parthenay）で訓練を行っていたが、1月より待たされていた武器、器材をようやく入手した。しかし、師団を組織化するにはすでに遅すぎた。総員11,000名のうち、3,150人が武器を与えられ、師団長ルドルフ・ドレシェルは部隊に大西洋沿岸へ撤退するよう命令した。1940年6月19日、ソサボフスキーと将兵約6,000名はラ・パリス（La Pallice）へ退却、イギリスに渡ることとなった。

## イギリス
ロンドンに到着すると同時に、ソサボフスキーはポーランド軍将校として、将来自由ポーランド第4歩兵師団の中心部隊となる第4ライフル旅団へ配属された。部隊は主にポーランド系カナダ人から形成されることになっていたが、後に師団を設立するだけの人数がカナダにはいないことが明らかになった。そこでソサボフスキーは部隊を空挺旅団に変更することを決定、自由ポーランド軍初の空挺部隊であった。
全ての兵科の旧ポーランド軍将兵が入隊を希望、ラーゴハウス（Largo House）に滞在し、空挺訓練を開始した。ソサボフスキーも49歳であったが、空挺訓練に参加した。部下はソサボフスキーは厳しいが、優秀な指揮官であると評価した。しかし、彼は衝動的で厳しいため、反対意見にも容赦しなかった。このため、ポーランド空挺部隊の創設を可能とはしたが、上司との関係には問題を生じた。
1942年10月、旅団は訓練が終了、自由ポーランド第1空挺旅団と呼ばれることとなった。軍首脳はポーランドでの民衆蜂起に旅団を使用する予定であり、第1空挺旅団は祖国へ最初に戻る部隊となる予定であった。それゆえに非公式のモットーは「最短距離で（najkrótszą drogą）」とされた。

## ワルシャワ蜂起
1944年8月初旬、ワルシャワ蜂起のニュースがイギリスに到着した。旅団はポーランド国内軍を援助するために、ワルシャワへ降下し、圧倒的不利の中でも必死に戦う準備ができていた。しかし、輸送機が往復できない距離であり、またソビエト赤軍の飛行場の使用が拒否された。そのため降下の目途が立たず、旅団は反抗するかと思われるぐらい士気が低下した。イギリス軍は空挺旅団を縮小すると通告したが、ソサボフスキーはそれを拒否、部隊規模を保持した。そして自由ポーランド軍最高司令官カジミエシュ・ソスンコフスキ（Kazimierz Sosnkowski）はイギリス軍に旅団を配属、ワルシャワへ送られる計画は断念された。戦後までソサボフスキーは知らなかったが、医者でありKedyw（en:Kierownictwo Dywersji「破壊と転換の会」）のメンバーである息子のスタニスワフ・ソサボフスキー（Stanisław "Stasinek" Sosabowski）はワルシャワ蜂起中、視力を失った。

## マーケットガーデン作戦

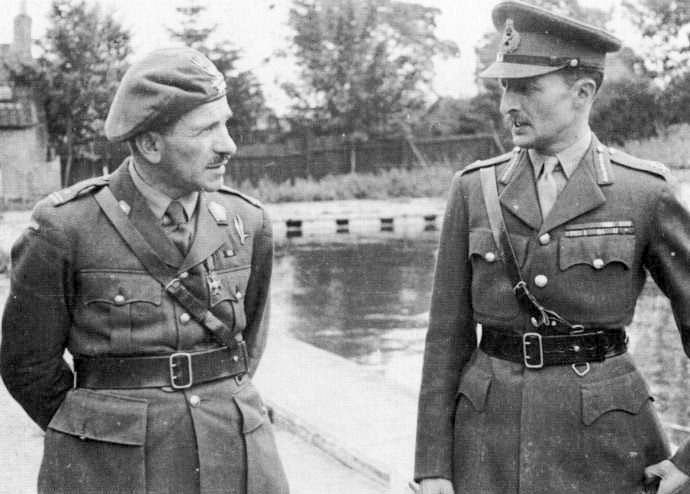
ブラウニング中将（右）とソサボフスキー

ポーランド第1空挺旅団は、連合軍のマーケットガーデン作戦に参加することになったが、輸送機が足りないため、旅団は分割され、逐次降下されることとなった。ソサボフスキーと旅団の分遣隊は9月19日、オーファーベートゥヴェ (en:Overbetuwe)のダリエル （Driel）へ降下したが、残りの部隊が遠く離れたフラーフェ (en:Grave)にドイツ軍の待ち伏せの中降下した9月21日、すでにソサボフスキーは移動していた。旅団の砲門はイギリス第1空挺師団と共に降下しており、榴弾砲は海上輸送で送られることになっていたため、部隊は効率的に砲門を使用することができなかった。
ソサボフスキーは3度、包囲下のイギリス第1空挺師団を救助するためにライン川を越えて攻撃しようとした。しかし、彼らが使用する予定であった渡し船は沈んでしまっていたため、ドイツ軍の激しい砲撃の中、ゴムボートで川を渡ろうとした。激しい戦闘の中、少なくとも200人がイギリス軍陣地に到着した。
戦線では押されていたが、9月24日、ソサボフスキーはまだ戦闘は勝利する可能性があると示唆していた。彼はイギリス第30軍団の各部隊と旅団がドイツ軍に全面的攻撃を仕掛けて、ライン川を突破するよう提案した。しかし、この計画は拒否され、作戦終了間際の9月25日、26日とソサボフスキーは部隊を南へ向かわせ、イギリス第1空挺師団の生存兵の退却を援護した。戦闘における旅団の損害は高く、40％以上と考えられている。
戦いの後、ソサボフスキーは、イギリス軍のフレデリック・ブラウニング中将の批判により、マーケットガーデン作戦のスケープゴートにされた。ソサボフスキーはイギリス軍元帥バーナード・モントゴメリーを非難したとして訴えられたため、1944年12月27日、ソサボフスキーは旅団長から警備部隊の指揮官に左遷され、1948年7月、除隊した。
この作戦を描いた1977年の映画「遠すぎた橋」ではソサボフスキーをジーン・ハックマンが演じている。

## 戦後

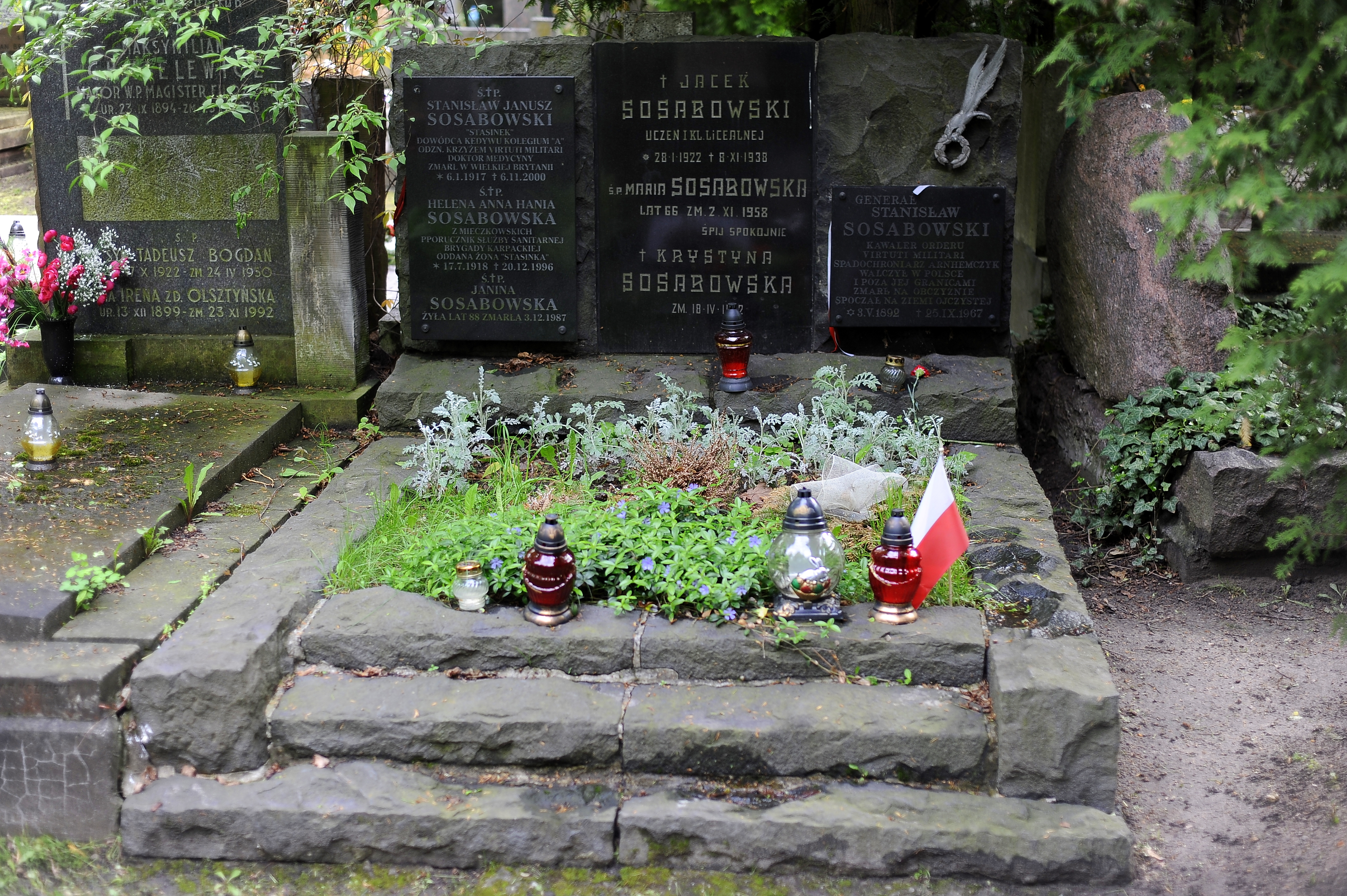
ソサボフスキーの墓

終戦直後、ソサボフスキーは息子と妻をイギリスに呼び寄せることに成功した。その後まもなく、共産主義のポーランドが成立すると、ソサボスフキーの市民権を剥奪した。その後、共産主義下ポーランドから追放された多くの戦時地下組織の人々と同じようにロンドン西部に滞在した。彼は、アクトンのCAV Electrics社の工場で労働者となり、1967年9月25日にロンドンで死去、1969年にポーランド、ワルシャワのポヴォンスキ墓地（en:Powązki Cemetery）に埋葬された。
2006年5月31日水曜日、ハーグにおいてオランダ国王ベアトリクスは第1ポーランド空挺旅団にウィレム戦功章（ Military Order of William）を与えた。そして、旅団長故スタニスラウ・ソサボフスキー少将はブロンズライオン勲章を与えられた。
翌日の6月1日、式典は自由ポーランド第1空挺旅団が戦った町、ダリエル（Driel）で行われた。式典にはソサボフスキーの孫、曾孫が出席していた。

## 叙勲

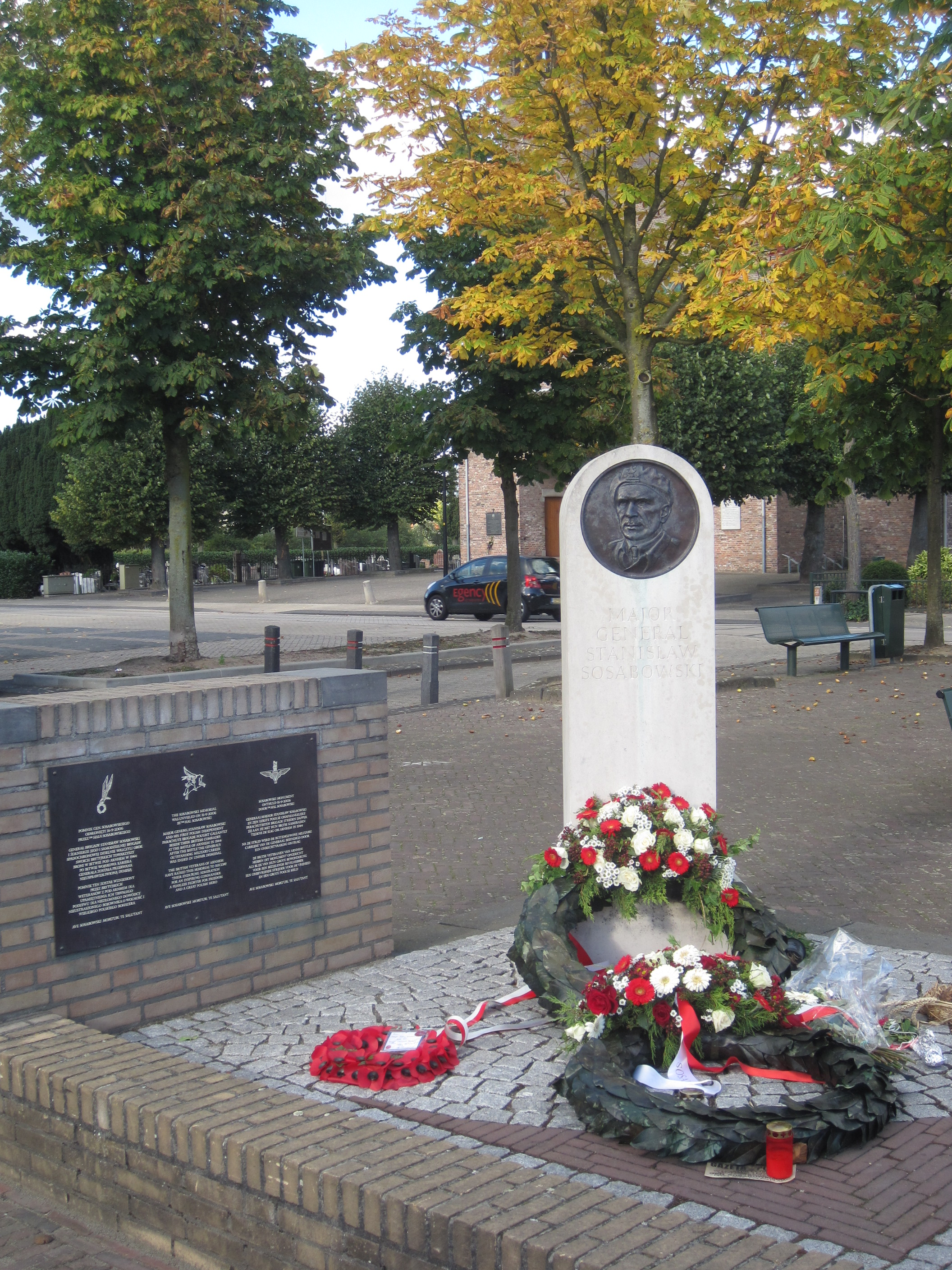
ダリエルにあるソサボフスキーのモニュメント

- ヴィルトゥティ・ミリターリ勲章（en:Virtuti Militari）
- ポーランドリボン勲章（en:Order of Polonia Restituta）
- 独立十字章（en:Cross of Independence）
- ポーランドバロール十字章（en:Polish Cross of Valour）
- 大英帝国勲章（en:Commander of the Order of the British Empire）
- ブロンズライオン戦功章（en:Bronze Lion Award for Bravery （The Netherlands））

## 文献
- George F. Cholewczynski (1993). Poles Apart. Sarpedon Publishers. ISBN 1853671657
- George F. Cholewczynski (1990). De Polen van Driel. Uitgeverij Lunet. ISBN 9071743101
- Stanislaw Sosabowski (1982). Freely I served. Battery Press Inc. ISBN 0898390613
- Juliusz L Englert and Krzysztof Barbarski (1996). General Sosabowski/Major Sosabowski. Caldra House. ISBN 0850652243
- Honor Generała - documentary TV POLONIA 2008, directed by Joanna Pieciukiewicz